# Abades
Abades is een gemeente in de Spaanse provincie Segovia in de regio Castilië en León met een oppervlakte van 31,98 km². Abades telt 862 inwoners (1 januari 2016).